# Спасо-Преображенский собор (Соликамск)
Спасо-Преображенский собор (Преображенская церковь) — православный храм в городе Соликамске Пермского края, кафедральный собор Соликамской епархии Русской православной церкви (с 2014 года). Памятник градостроительства и архитектуры конца XVII века.

## Расположение
Небольшой ансамбль бывшего Преображенского монастыря, включавший, кроме холодной Преображенской, тёплую Введенскую церковь, располагался на восточной окраине города, неподалёку от Богоявленской церкви. В непосредственной близости к монастырю находилось кладбище с церковью Жён-Мироносиц. В старину в ансамбль монастыря входили деревянные кельи и ограда. В настоящее время очень близко к стенам храма проходит одна из основных магистралей города Соликамска — улица 20 лет Победы. Уровень дорожного покрытия улицы существенно выше уровня церкви, поэтому со стороны этой улицы церковь визуально углублена.

## История
Средства на создание женского монастыря и строительство храмов были выделены Евдокией Никифоровной Щепоткиной, вдовой солепромышленника Фёдора Щепоткина. Грамота на постройку была выдана вятским архиепископом в 1683 году. Наблюдение за строительством вёл выбранный из посадских людей Никита Третьяков. При строительстве храма в 1686 году возник конфликт между заказчицей и исполнителем работ Логинком Корсаковым. В своей челобитной Щепоткина обвиняла Корсакова в том, что работы ведутся не по чертежу и уговору. Решение по данному вопросу неизвестно, но, вероятно, у заказчицы были основания для недовольства, так как в следующем, 1687 году обрушился верх недостроенной церкви. Всё это затянуло строительство и церковь была закончена только в 1690 году.
После упразднения монастыря в 1765 году церковь стала приходской.
В 1928 году храм был закрыт советскими властями, дальнейшее варварское использование привело к многочисленным разрушениям.
В 1991 году храм вернули Русской православной церкви. С 2014 года он стал кафедральным собором Соликамской епархии.

## Архитектура

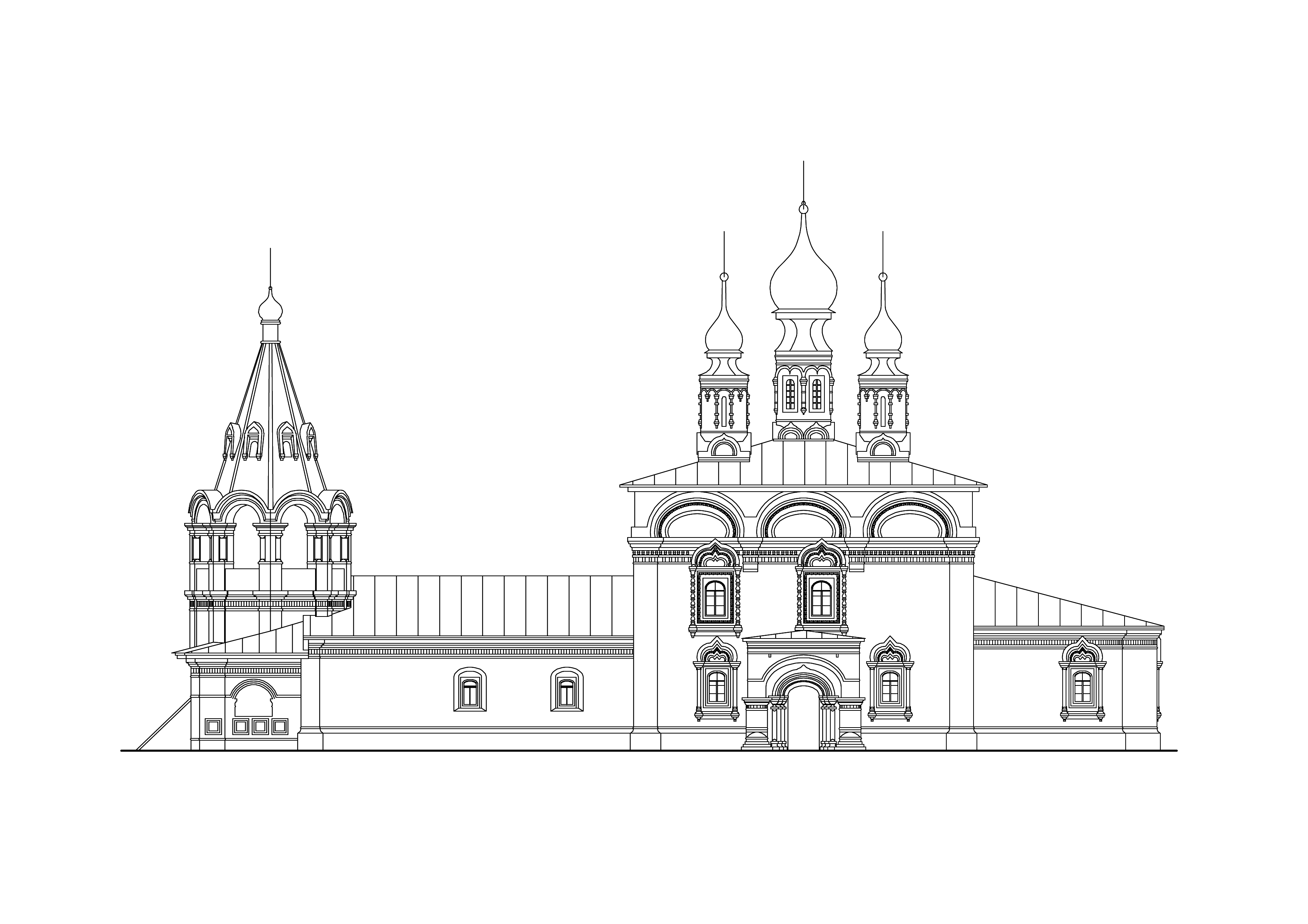
Чертёж Преображенской церкви. Векторная графика PDF.

Храм при относительной простоте декоративных форм, например, в сравнении с строившимися в те же годы Троицким собором или расположенной поблизости Богоявленской церковью, привлекает гармоничностью, живописностью силуэта. Храм бесстолпный пятиглавый. Четверик несколько увеличен в ширину. Трапезная квадратная в плане, несколько уже храма, перекрыта сводом. Абсида алтаря полукруглая. Украшением храма служит невысокая шатровая колокольня, устроенная по схеме восьмерик на четверике. Гармоничны и рисунок арок звона, и слухи, устроенные в плоскостях шатра. Барабаны с луковичными главками сложной формы — глухие. У их основания — декоративные кокошники. Кровля — четырёхскатная, под её свесами разместились ложные закомары, по три на узких сторонах и по четыре на широких сторонах четверика. Под закомарами проходит декоративный карниз, который прорезается килевидными фронтончиками оконных наличников. С южной стороны храм имеет крыльцо на массивных столбах.

## Духовенство
- Служащий Архиерей-
  - архиепископ Соликамский и Чусовской Зосима (Остапенко)
- Настоятель храма- Иерей Кирилл Трофименко
- Иерей Савва Арсентьев
- Иерей Роман Шапиков
- Диакон Виталий Никитин